# فاسيلكيف
فاسيلكيف (Васильків) هي مدينة في مقاطعة كيييفسكا في أوكرانيا.
يبلغ عدد سكانها حوالي 37388 نسمة.

## توأمة
لفاسيلكيف اتفاقيات توأمة مع كل من:
- Ungheni [الإنجليزية]‏
- دزيارجينسك